# Lichte kalkstippelkorst
De lichte kalkstippelkorst (Polyblastia albida) is een korstmos uit de familie Verrucariaceae. Hij leeft op steen. Hij komt voor op kalksteen, dijken en op mergel. Hij leeft in symbiose met een chlorococcoïde alg.

## Kenmerken
De sporen zijn muurvormig.

## Verspreiding
In Nederland komt hij uiterst zeldzaam voor. Hij staat op de rode lijst in de categorie 'Ernstig bedreigd'.